# Nagaïka
 (signalé en mai 2025).
Si vous disposez d'ouvrages ou d'articles de référence ou si vous connaissez des sites web de qualité traitant du thème abordé ici, merci de compléter l'article en donnant les références utiles à sa vérifiabilité et en les liant à la section « Notes et références ».
- Archive Wikiwix
- Bing
- Cairn
- DuckDuckGo
- E. Universalis
- Gallica
- Google
- G. Books
- G. News
- G. Scholar
- Persée
- Qwant
- (zh) Baidu
- (ru) Yandex
- (wd) trouver des œuvres sur Wikidata

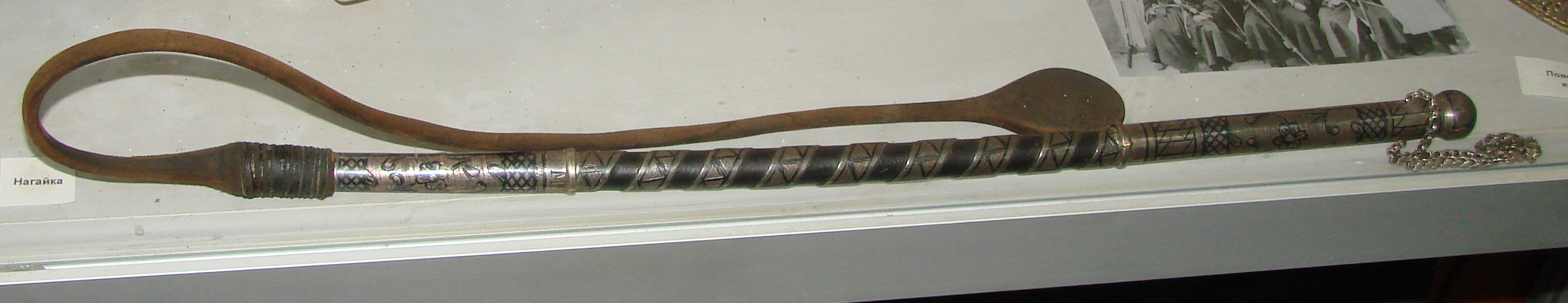
Nagaïka

La nagaïka (russe : нага́йка) est un fouet court et épais utilisé par les Cosaques de Russie et emprunté aux Nogaïs, d'où le nom « (cravache) nogaïe ». Il existe différents types de nagaïkas : du Don, du Kouban, de l’Oural, et « règlementaire » (conforme au règlement de l'armée impériale russe).
La nagaïka est fabriqué à partir de bandes de cuir tressées. Des morceaux de métal sont souvent fixés à l'extrémité du fouet.
Il est aussi appelé kamtcha (en russe : камча), du terme turc « kamçı » (« cravache »). Ce dernier nom est aussi utilisé pour désigner les cravaches utilisées en Asie centrale.